# 디 엠페러 오브 더 무굴
디 엠페러 오브 더 무굴(Mughal-E-Azam, The Emperor of the Mughals)은 인도에서 제작된 K. 아쉬프 감독의 1960년 드라마, 멜로/로맨스, 전쟁 영화이다. 매드후발라 등이 주연으로 출연하였다.
이 영화의 개발은 1944년 시작되었으며 당시 아쉬프 감독이 1922년 희곡 Anarkali를 읽었을 때이다. 1950년대 초에 주 촬영이 시작되었다.
1960년 8월 5일 개봉되었으며 인도의 박스오피스 기록을 깨며 인도에서 가장 수익성이 높은 영화로 손꼽혔다. 컬러판은 2004년 11월 12일 개봉되어 상업적인 성공을 거두었다.

## 출연

### 주연
- 매드후발라
- 나가르 슐타나